# Вальтер Найцель
Вальтер Найцель (нім. Walter Neitzel; 9 травня 1913 — 2 вересня 1944) — німецький офіцер, оберстлейтенант вермахту (1944, посмертно). Кавалер Лицарського хреста Залізного хреста з дубовим листям.

## Біографія
З жовтня 1940 року командував 8-ою ротою 409-го гренадерського полку 122-ї піхотної дивізії, з якою брав участь у Німецько-радянській війні. Відзначився у боях під Дем'янськом. З травня 1943 року — командир 1-го батальйону свого полку, взяв участь у важких оборонних боях біля Старої Русси. Під час боїв у Прибалтиці був 2 вересня 1944 року тяжко поранений і того ж дня помер.

## Нагороди
- Залізний хрест
  - 2-го класу (29 листопада 1940)
  - 1-го класу (29 липня 1941)
- Штурмовий піхотний знак в сріблі
- Нагрудний знак «За поранення» в чорному
- Німецький хрест в золоті (30 липня 1942)
- Медаль «За зимову кампанію на Сході 1941/42»
- Лицарський хрест Залізного хреста з дубовим листям
  - лицарський хрест (2 червня 1943)
  - дубове листя (№576; 5 вересня 1944)
- Почесна застібка на орденську стрічку для Сухопутних військ (7 серпня 1943)
- Нагрудний знак ближнього бою в бронзі